# Alfred von Arneth
Alfred von Arneth (Vienna, 10 luglio 1819 – Vienna, 30 luglio 1897) è stato uno storico, numismatico e politico austriaco.

## Biografia
Era figlio di Joseph von Arneth (1791-1863) e dell'attrice Antonie Adamberger. Il padre era un noto storico e archeologo, autore di una storia dell'Impero austriaco, pubblicata a Vienna nel 1827, e di diversi lavori di numismatica.
Alfred Arneth studiò diritto e divenne un funzionario dell'Archivio di Stato austriaco del quale nel 1868 fu nominato responsabile. Era un liberale moderato in politica e un sostenitore dell'unità tedesca. Come tale fu eletto al parlamento di Francoforte nel 1848. Nel 1861 divenne un membro del parlamento della Bassa Austria e nel 1869 alla Herrenhaus, la camera alta del Reichsrat, il parlamento austriaco dell'epoca.
Nel 1865 divenne membro della Bayerische Akademie der Wissenschaften, nel 1876 dell'Accademia dei Lincei.
Nel 1879 fu nominato presidente dell'Accademia Austriaca delle Scienze, e nel 1896 succedette a Heinrich von Sybel come capo della commissione storica a Monaco di Baviera.
Il 20 aprile 1892 divenne socio dell'Accademia delle scienze di Torino.

## Pubblicazioni
- Leben des Feldmarschalls Grafen Guido Starhemberg (Vienna, 1863)
- Prinz Eugen von Savoyen (3 vols, ib. 1864)
- Gesch. der Maria Theresa (to vols, ib. 1863-1879)
- Maria Theresa u. Marie Antoinette, ihr Briefwechsel (ib. 1866)
- Marie Antoinette, Joseph II. and Leopold II., ihr Briefwechsel (1866)
- Maria Theresa and Joseph II., ihre Korrespondenz samt Briefen Josephs an seinen Bruder Leopold (3 vols, 1867)
- Beaumarchais and Sonnenfels (1868)
- Joseph II. and Katharina von Russland, ihr Briefwechsel (1869)
- Johann Christian Barthenstein and seine Zeit (1871)
- Joseph II. und Leopold von Toskana, ihr Briefwechsel (2 vols, 1872)
- Briefe der Kaiserin Maria Theresa an ihre Kinder and Freunde (4 vols, 1881)
- Marie Antoinette: Correspondance secrète entre Marie-Thérése et le comte de Mercy-Argenteau (3 vols, Paris, 1875), in collaborazione con Auguste Geoffroy
- Graf Philipp Cobenzl and seine Memoiren (1885)
- Correspondance secrète du comte de Mercy-Argenteau avec l'empereur Joseph IL et Kaunitz (2 vols, 1889-1891), in collaborazione con Jules Flammermont
- Anton Ritter von Schmerling. Episoden aus seinem Leben 1835, 1848-1849 (1895)
- Johann Freiherr von Wessenberg, ein österreichischer Staatsmann des 19. Jahrh. (2 vols, 1898).

Arneth ha anche pubblicato nel 1893 due volumi di memorie sotto il titolo Aus meinem Leben.